# Monticello (Nuovo Messico)
Monticello è una comunità non incorporata degli Stati Uniti d'America della contea di Sierra nello Stato del Nuovo Messico.
Monticello si trova sull'Alamosa Creek, 22 miglia (35 km) a nord-ovest di Truth or Consequences. Monticello possiede un ufficio postale con ZIP code 87939.

## Storia
Monticello venne progettata nel 1856 e deve il suo nome all'omonima località nello stato di New York, da dove proveniva un primo colono. Un ufficio postale chiamato Monticello era in funzione dal 1881.